# Hotan (fiume)

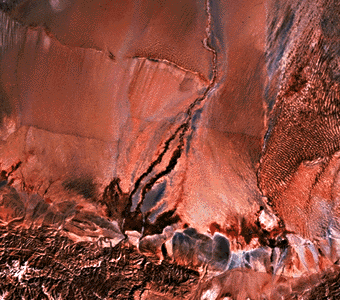
Il fiume Hotan è formato dall'unione dello Yurungkash e del Karakash in Cina settentrionale

Il fiume Hotan (anche Khotan o Ho-t'ien; 和田河S, Hétián héP) è formato dall'unione dello Yurungkash (fiume di giada bianca) e del Karakash (fiume di giada nera), che scorrono verso nord dai monti Kunlun entrando nel deserto di Taklamakan in Cina settentrionale. I due fiumi si uniscono al centro del deserto, circa 145 km a nord della città di Hotan. Il fiume scorre poi per 290 km a nord in mezzo al deserto gettandosi poi nel fiume Tarim. Dato che il fiume è rifornito solo dalle nevi in scioglimento sulle montagne, trasporta acqua d'estate ed è secco nel resto dell'anno. Il letto del fiume Hotan è il solo sistema di trasporto nel bacino del Tarim.